# Getta la mamma dal treno
Getta la mamma dal treno (Throw Momma from the Train) è un film del 1987 diretto e interpretato da Danny DeVito. È liberamente ispirato al film L'altro uomo di Alfred Hitchcock.

## Trama
Owen Lift, ingenuo bambinone mai cresciuto, vive con l'asfissiante madre e frequenta i corsi di Larry Donner, scrittore in crisi e docente di scrittura.
Owen decide di uccidere l'odiata ex moglie del suo insegnante, al quale chiederà in cambio di assassinare la propria madre. La vicenda diventerà ricca di equivoci e fraintendimenti, arrivando tuttavia a un lieto fine.